# Ambystoma mavortium
Ambystoma mavortium Baird, 1850 è un anfibio dell'ordine dei Caudati (o Urodeli), diffuso in Nord America.

## Tassonomia
Ne sono state descritte 5 sottospecie:
- Ambystoma mavortium diaboli (Dunn, 1940)
- Ambystoma mavortium mavortium (Baird, 1850)
- Ambystoma mavortium melanostictum (Baird, 1860)
- Ambystoma mavortium nebulosum (Hallowell, 1853)
- Ambystoma mavortium stebbinsi (Lowe, 1954)